# Bibarcfalva
Bibarcfalva (románul Biborțeni) falu Romániában, Erdélyben, Kovászna megyében. Közigazgatásilag Baróthoz tartozik.

## Nevének eredete
Neve valószínűleg a régi Tiborc személynévből származik. A monda szerint gyógyforrásait Tiborc fakasztotta a Szent Anna-tó feletti tündérvárból, felesége kívánságára.

## Fekvése
Sepsiszentgyörgytől 42 km-re északnyugatra, a Baróti-medencében, a Barót-patak mentén fekszik. Baróttól 5 km-re keletre található.

## Története

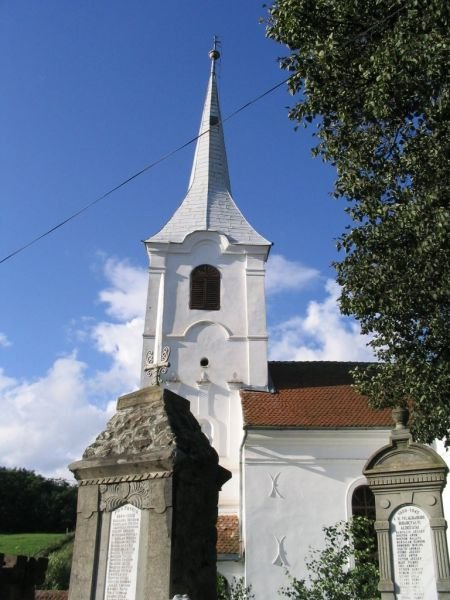
A református templom

A falu felett emelkedő vár eredete, sorsa ismeretlen, valószínűleg vaskori eredetű erősség. A Dungó-patak bal partján bronzkori telep maradványaira bukkantak. A települést 1332-ben Bybouth alakban említik először. Református temploma a 13-14. század fordulóján épülhetett. Híres borvízforrásokban rendkívül gazdag területéről, vízét messze földre is elvitték borvízfuvarosai, 1880-tól palackozták is. Gyógyvizű fürdője 1972-ig működött.
1910-ben 883 magyar lakosa volt. A trianoni békeszerződésig Udvarhely vármegye Homoródi járásához tartozott.
1992-ben 825 lakosából 821 magyar, 3 román, 1 német volt.

## Látnivalók

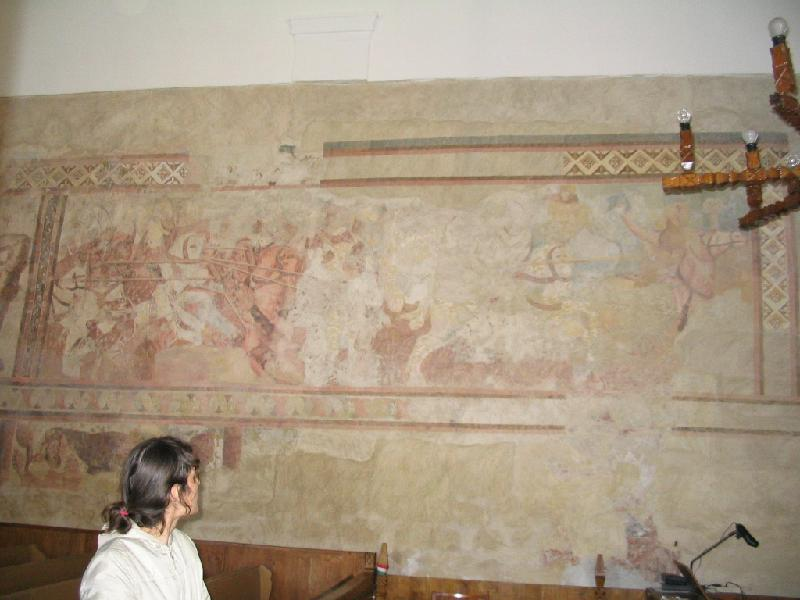
A református templomban található freskó

- A falu felett délre emelkedő 617 m magas Vár-bükk hegy tetején állnak Tiburcz várának romjai.
- Református temploma a 14. század elején épült fel, a 15. század elején gótikus stílusban átalakították, 1762-ben bővítették, tornyát 1794-ben átépítették, mai formáját az 1897. évi átalakítással nyerte el. 15. századi freskók díszítik, melyek közül az északi falon látható a Szent László-legenda jelenetsorát mutatja (képünkön jobbra).

A kisharang 1638-beli, újraöntve 1797-ben, 3 mázsás, felirata: Dum trahor audite, voco vos ad sacra, venite, a nagyharang 1874-ból való, újraöntve 1956-ban. Felirata: „Az éloket hívogatom a holtakat elsiratom”. Tömege: 500 kg.
- Ortodox templomát 1937-ben építették, de 1940-ben lebontották.
- Bibarcfalva temetőjében látható Borbáth László (1814–1898) 1848–1849-es huszár százados síremléke.

## Híres emberek
- Itt született 1813-ban Bartalis Ferenc mezőgazdász, a Makk-féle összeesküvés résztvevője, 1854-ben végezték ki Sepsiszentgyörgyön, továbbá Bertalan László és Benedek Dániel, akiket 1854-ben Marosvásárhelyen akasztottak fel.
- Itt született 1867-ben Zathureczky Viola háztartástani író.